# NGC 1681
NGC 1681 este o astronomical radio source⁠(d) situată în constelația Eridanul. A fost descoperită în 6 ianuarie 1878 de către Édouard Stephan⁠(d). Se află la o distanță de 37,5 de megaparseci de Pământ.